# Lijst van nationale parken en monumenten in New Mexico
Hieronder volgt een lijst van nationale parken en monumenten gelegen in de staat New Mexico:
- Aztec Ruins National Monument (noordwest New Mexico)
- Chaco Culture National Historic Park (noordwest New Mexico)
- El Morro National Monument (midwest New Mexico)
- Gila Cliff Dwellings National Monument (zuidwest New Mexico)
- Bandelier National Monument (midnoord New Mexico)
- Petroglyph National Monument (centraal New Mexico)
- El Malpais National Monument (midwest New Mexico)
- Capulin Volcano National Monument (noordoost New Mexico)
- Fort Union National Monument (noordoost New Mexico)
- Pecos National Historic Parc (midnoord New Mexico)
- Salinas Pueblo Missions National Monument (centraal New Mexico)
- White Sands National Monument (midzuid New Mexico)
- Nationaal park Carlsbad Caverns (zuidoost New Mexico)